# The Avalanches
The Avalanches són un grup de música electrònica australià format per Robbie Chater –als teclats– i Tony Di Blasi als teclats, el baix i les veus. Són coneguts pel seu àlbum de debut Since I Left You (2000), així com el seves sessions gravades i en directe com a DJs. Prèviament a la creació de The Avalanches, el 1994, els tres membres del grup havien conformat Alarm 115 com un grup de noise-punk inspirat per Drive Like Jehu, The Fall i Ultra Bide.

## Discografia
- Since I Left You (2000)
- Wildflower (2016)